# اتيلي هيث (تشيشير)
اتيلي هيث (بالإنجليزية: Ettiley Heath)‏ هي قرية تقع في المملكة المتحدة في شمال غرب إنجلترا.